# Le Fantôme (film, 2015)
Pour les articles homonymes, voir Fantôme (homonymie).
Pour plus de détails, voir Fiche technique et Distribution.
Le Fantôme (Призрак, Prizrak) est un film russe réalisé par Aleksandr Voïtinski, sorti en 2015.

## Synopsis
Youri Gordeev, concepteur d'avion, meurt dans un accident de voiture et devient un fantôme. Vania, collégien, est le seul à le voir et à pouvoir lui parler.

## Fiche technique
- Titre original : Призрак, Prizrak
- Titre français : Le Fantôme
- Réalisation : Aleksandr Voïtinski
- Scénario : Oleg Malovichko et Andreï Zolotarev
- Photographie : Mikhail Milachine
- Pays d'origine : Russie
- Format : Couleurs - 35 mm
- Genre : comédie, fantastique
- Durée : 90 minutes
- Date de sortie :
  - Russie : 26 mars 2015

## Distribution
- Fiodor Bondartchouk : Youri Gordeev
- Semyon Treskunov : Vania
- Yan Tsapnik : Guena, l'ami de Youri Gordeev
- Kseniya Lavrova-Glinka : la mère de Vania
- Igor Ougolnikov : Polzounov, le concurrent de Youri Gordeev

## Distinctions

### Récompense
- Aigle d'or 2015 : meilleur acteur pour Fiodor Bondartchouk

### Nominations
- Aigle d'or 2015 : meilleur scénario, meilleur acteur dans un second rôle pour Yan Tsapnik et meilleur son